# 1990 QE
1990 QE är en asteroid i huvudbältet som upptäcktes 18 augusti 1990 av den amerikanske astronomen Eleanor F. Helin vid Palomar-observatoriet.
Asteroiden har en diameter på ungefär 7 kilometer och den tillhör asteroidgruppen Prokne.